# Lloyd Price
Lloyd Price (9 de março de 1933 – 6 de maio de 2021) foi um cantor americano.  Sua primeira gravação, "Lawdy Miss Clawdy" foi um enorme sucesso na Specialty Records em 1952, e apesar de continuar a revelar-se, nenhuma de suas canções foram tão populares, até alguns anos mais tarde, quando remixadas em Nova Orleans, conseguiu vencer uma série de sucessos nacionais.

## Biografia
Nascido em um subúrbio de Nova Orleans, Price tinha formação musical formal no trompete e piano, cantou no coro de sua igreja evangélica e foi membro de um conjunto musical na escola. Sua mãe, Beatrice Price, proprietária da Fish 'n' Fry Restaurant, e Price pegou um interesse ao longo da vida nos negócios e na comida.
A canção "Personality" alcançou a segunda colocação da Billboard Hot 100 e a nona da UK Singles Chart, ambas em junho de 1959.
Em 1998, Price foi introduzido ao Rock and Roll Hall of Fame. Morreu em 6 de maio de 2021, aos 88 anos de idade.